# Marco Lopes
Marco Horta Lopes (Den Haag, 11 juli 1985) is een Nederlands cabaretier, theatermaker en acteur. Hij studeerde in 2015 af aan de Koningstheateracademie in Den Bosch met zijn voorstelling Saudade. In 2015 won Marco de juryprijs tijdens de Comedyhuis Comedy Competitie en in 2016 stond hij in de finale van het BNNVARA Leids Cabaret Festival.

## Biografie
Lopes groeide op in Den Haag als kind van Portugese ouders. Na zijn middelbareschooltijd besloot hij zich te wijden aan het theater. Hij speelde mee in diverse voorstellingen van theatergroep Drang in Den Haag en besloot in 2011 auditie te doen aan de Koningstheateracademie in Den Bosch. In 2013 speelde hij mee in de voorstelling To be or not to be van Het Zuidelijk Toneel. Deze voorstelling werd bekroond met een derde plek bij de toneelpublieksprijs. In 2015 maakte hij zijn afstudeervoorstelling Saudade onder regie/coaching van Jochen Otten. In 2016 deed Lopes mee aan het Leids Cabaret Festival en werd daar finalist. In 2017 maakte hij zijn eerste avondvullende cabaretvoorstelling Moedt. Lopes is tevens te zien als acteur in diverse reclamefilmpjes en televisieseries.

## Theaterprogramma's
- 2015: Saudade
- 2017: Moedt
- 2020: Wees blij

## Televisie
- 2015: Vechtershart - Barman
- 2016: Flikken Rotterdam - Paolo
- 2016: A'dam - E.V.A. - Felipe
- 2017: De Maatschap - Jonge Fink
- 2017: Moordvrouw - Agent
- 2017: Centraal Medisch Centrum - Rechercheur
- 2018: Kappen nou! - (docent) van Veen
- 2019: Harkum - Fotograaf

## Reclamespotjes
- 2015: Bavaria Brouwerij - Café de Kroeg - Dennis
- 2015: Nordea Bank
- 2018: Skoda
- 2019: Ziggo
- 2019: ASR Nederland
- 2020: TOTO
- 2023: Praxis

## Films
- 2016: De expeditie - Mike
- 2017: Burtman (korte film) - Burtman